# بدوووا
بدوووا (به لهستانی:  Bydłowa) یک روستا در لهستان است که در گمینا اولشنگتسا (استان اشوی‌داشکسیه) واقع شده‌است. بدوووا ۱۷۳ متر بالاتر از سطح دریا واقع شده‌است.